# 三角叶马先蒿
三角叶马先蒿（学名：Pedicularis deltoidea）为列当科马先蒿属的植物，为中国的特有植物。分布在中国大陆的云南、四川等地，生长于海拔2,600米至3,300米的地区，一般生长在草坡中，目前尚未由人工引种栽培。